# Pădurea Merișor - Cotul Zătuanului
Pădurea Merișor - Cotul Zătuanulu este o arie protejată de interes național ce corespunde categoriei a IV-a IUCN (rezervație naturală de tip forestier și faunistic) situată în județul Vrancea, pe teritoriul administrativ al comunei Vânători.

## Localizare
Aria naturală  se află în Câmpia Siretului, în partea sud-estică a județului Vrancea la limita teritorială cu județul Galați, pe teritoriul nord-estic al satului Vânători, în apropiera drumului județean (DJ204D) care leagă municipiului Focșani de localitatea Suraia. 

## Descriere
Rezervația naturală declarată arie protejată prin Hotărârea de Guvern Nr.1143 din 2007 (privind instituirea de noi arii naturale protejate) se întinde pe o suprafață de 469 hectare și se suprapune atât sitului de importanță comunitară  cât și ariei de protecție specială avifaunistică Lunca Siretului Inferior. 
Aria protejată reprezintă o zonă împădurită (acoperită în cea mai mare parte cu pădure de șleau, cu pajiști aluviale și păduri de foioase) aflată în lunca inferioară a Siretului, ce adăpostește o gamă varietată  de floră și faună specifică zonelor umede din estul țării.